# Praag-Zbraslav
Praag-Zbraslav (Tsjechisch: Praha-Zbraslav, Latijn: Aula regia, Duits: Königsaal) is een gemeentelijk district van de Tsjechische hoofdstad Praag. Het district bestaat uit de gelijknamige wijk Zbraslav en de wijk Lahovice. Van de 8.071 inwoners van het district wonen er 7.791 in de wijk Zbraslav (2006). Het district Praag-Zbraslav maakt deel uit van het administratieve district Praag 16.
In het noorden van het district, bij Lahovice, mondt de rivier de Berounka uit in de Moldau.
Praag-Velká Chuchle grenst in het noorden aan de gemeentelijke districten Praag 16-Radotín en Praag-Velká Chuchle, in het westen aan Praag-Lipence en in het oosten aan Praag 12. Ten zuiden en zuidoosten van het district ligt de gemeentegrens van Praag. Aan de andere kant van de grens liggen de gemeenten Dolní Břežany, Ohrobec, Zvole, Vrané nad Vltavou en Jíloviště, allen onderdeel van de okres Praha-západ.
Praag 1 · Praag 2 · Praag 3 · Praag 4 · Praag-Kunratice · Praag 5 · Praag-Slivenec · Praag 6 · Praag-Lysolaje · Praag-Nebušice · Praag-Přední Kopanina · Praag-Suchdol · Praag 7 · Praag-Troja · Praag 8 · Praag-Březiněves · Praag-Ďáblice · Praag-Dolní Chabry · Praag 9 · Praag 10 · Praag 11 · Praag-Křeslice · Praag-Šeberov · Praag-Újezd · Praag 12 · Praag-Libuš · Praag 13 · Praag-Řeporyje · Praag 14 · Praag-Dolní Počernice · Praag 15 · Praag-Dolní Měcholupy · Praag-Dubeč · Praag-Petrovice · Praag-Štěrboholy · Praag 16-Radotín · Praag-Lipence · Praag-Lochkov · Praag-Velká Chuchle · Praag-Zbraslav · Praag 17-Řepy · Praag-Zličín · Praag 18-Letňany · Praag 19-Kbely · Praag-Čakovice · Praag-Satalice · Praag-Vinoř · Praag 20-Horní Počernice · Praag 21-Újezd nad Lesy · Praag-Běchovice · Praag-Klánovice · Praag-Koloděje · Praag 22-Uhříněves · Praag-Benice · Praag-Kolovraty · Praag-Královice · Praag-Nedvězí